# Georg Schallermair

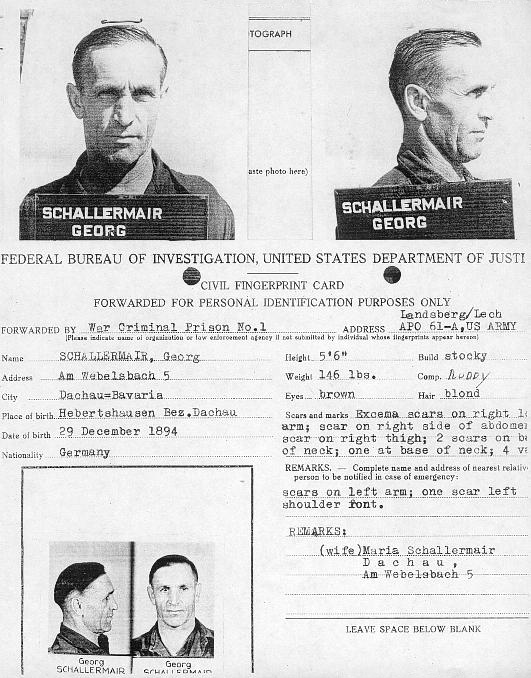
Haftbogen von Georg Schallermair

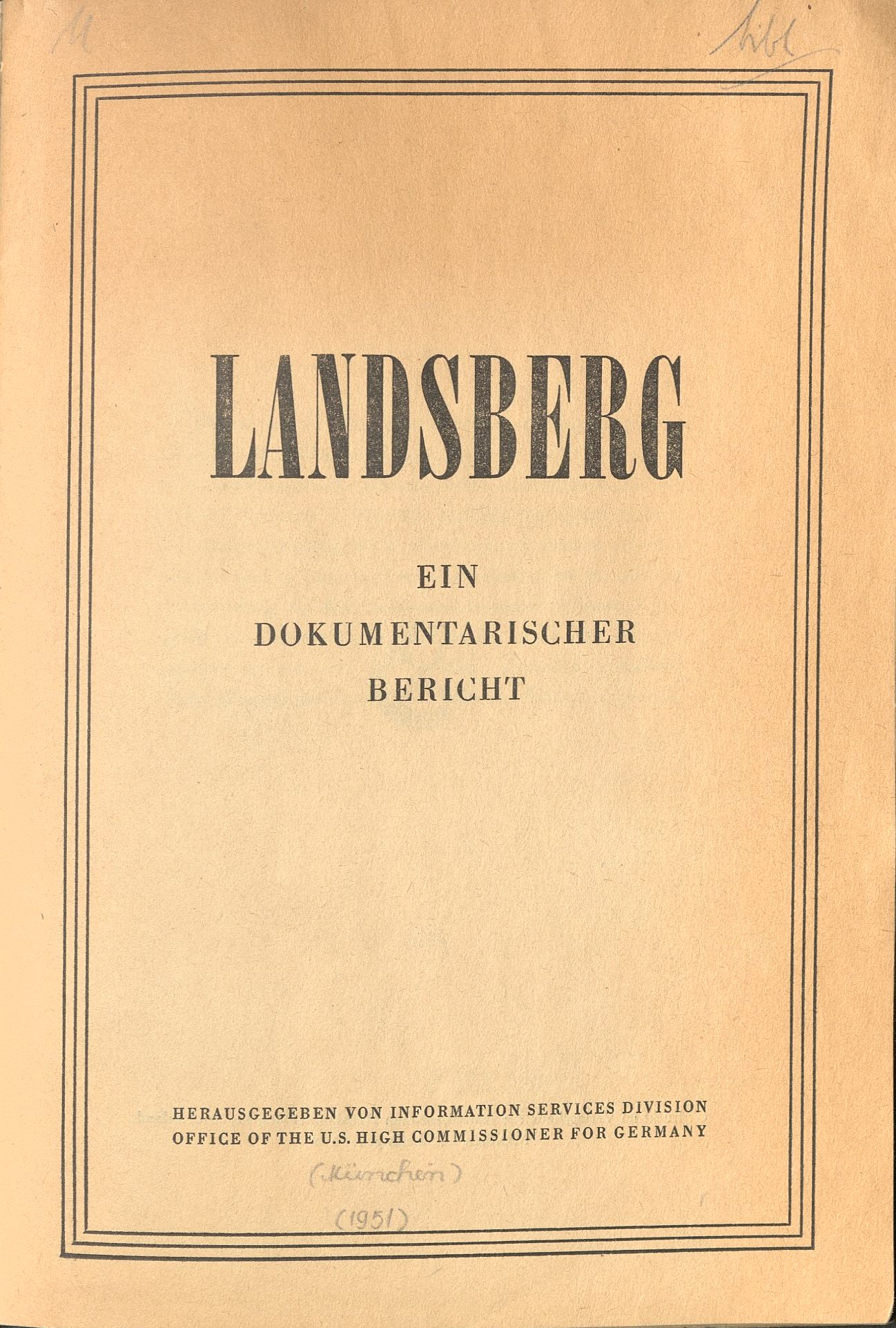
Entscheidungen über die Gnadengesuche 1951 (Georg Schallermair, S. 29)

 Georg Schallermair  (* 29. Dezember 1894 in Hebertshausen; † 7. Juni 1951 in Landsberg am Lech) war ein deutscher SS-Hauptscharführer im KZ-Außenlagerkomplex Mühldorf, einem Außenlager des Konzentrationslagers Dachau. Er wurde als Kriegsverbrecher zum Tode verurteilt und hingerichtet.

## Tätigkeit im KZ und rechtliche Ahndung
Schallermair, gelernter Betonbauer, leistete bis 1944 Dienst in der Wehrmacht und wurde dann zum 26. Mai des Jahres zur Waffen-SS versetzt. Von August 1944 bis Mai 1945 war er als Rapportführer unter dem Lagerkommandanten Walter Adolf Langleist im Konzentrationslager Mühldorf eingesetzt. Am 18. September 1947 wurde ihm in einem der Dachauer Nachfolgeverfahren (000–50-2-121) vor einem amerikanischen Militärgericht der Prozess gemacht. Es handelte sich um ein Folgeverfahren zum Mühldorf-Prozess.
Die Anklage legte Schallermair zur Last, als Rapportführer für die allgemeinen Bedingungen und die mangelnde Versorgung der Lagerinsassen 1944/45 mitverantwortlich gewesen zu sein, die bei einem Großteil von ihnen zum Tod durch Hunger oder Krankheit führten. Ihm wurde zudem vorgeworfen, viele Häftlinge eigenhändig zu Tode geprügelt zu haben und dabei noch über das hinausgegangen zu sein, was von ihm erwartet wurde. Weiter wurde er beschuldigt, die Entfernung von Goldzähnen verstorbener Häftlinge durch einen Häftlingsarzt überwacht zu haben. Alle Vorwürfe waren durch eine Vielzahl von Zeugenaussagen gestützt. Die von den Zeugen geschilderten Todesfälle konnten auch in den Sterbebüchern nachgewiesen werden, die im Konzentrationslager geführt wurden. Der Historiker Norbert Frei kommentierte im Rückblick: „Nach Aussage zahlreicher ehemaliger Häftlinge war Schallermair der Prototyp des brutalen Schlägers.“
Schallermair gab an, er habe lediglich bei groben Verstößen gegen die Lagerordnung gezüchtigt, um die Disziplin zu wahren, und es sei niemals zu Todesfällen gekommen. Zur Entfernung der Goldzähne berief er sich auf Befehlsnotstand und verwies auf eine entsprechende Anordnung des Amtes D III (Sanitätswesen und Lagerhygiene) des SS-Wirtschafts- und Verwaltungshauptamts.
Am 23. September 1947 sprach das Militärgericht Schallermair der Kriegsverbrechen schuldig und verurteilte ihn zum Tode durch den Strang. Er wurde im Kriegsverbrechergefängnis Landsberg inhaftiert. Die Richter der Kriegsverbrechergruppe (War Crimes Group) des Europäischen Kommandos der USA (EUCOM) nahmen eine Überprüfung des Urteils vor. Am 7. Januar 1948 würdigten sie in ihrem „Review“ nochmals ausführlich die Beweislage und bestätigten das Todesurteil:
Die Beweise ergeben klar und deutlich die Tatsache, dass der Angeklagte als SS-Hauptscharführer und Rapportführer im Nebenlager Mühldorf an den Massenverbrechen im Zusammenhang des Konzentrationslagers Dachau beteiligt war. Zudem ist eindeutig nachgewiesen, dass der Angeklagte persönlich zahlreiche Lagerinsassen misshandelt und geschlagen hat. Viele der Insassen sind infolge der brutalen Schläge des Angeklagten gestorben. Das Beweismaterial rechtfertigt den Schuldspruch. Das Urteil ist nicht übertrieben hart.

## Die deutsche Kampagne für die „Landsberger“
In den Jahren 1949 bis 1951 wurde in der Bundesrepublik Deutschland eine Kampagne gegen die Vollstreckung weiterer Todesurteile der US-Besatzungsmacht betrieben, an der sich höchste Regierungskreise der Bundesrepublik beteiligten. Ein Argument bildete die Tatsache, dass mit dem 1949 durch den Parlamentarischen Rat beschlossenen Grundgesetz die Todesstrafe abgeschafft worden war. Der Oberbefehlshaber der amerikanischen Streitkräfte in Europa, General Thomas T. Handy, leitete daraufhin 1950 eine erneute interne Überprüfung aller in seinen Zuständigkeitsbereich fallenden Urteile ein. Dafür wurde eigens eine Begnadigungsabteilung bei dem seit 1949 bestehenden „EUCOM War Crimes Modification Board“ ins Leben gerufen. Zu den betreffenden Urteilen gehörte auch das gegen Schallermair, da es in Dachau gefällt worden war.
Am 31. Januar 1951 veröffentlichte Handy seine Entscheidung – zeitgleich mit John Jay McCloy, der als Hoher Kommissar für Deutschland für die Überprüfung der Urteile von Nürnberg zuständig war. Handy wandelte elf Todesurteile in lebenslange Haft um. Zwei Gnadengesuche lehnte er ab, das für den Adjutanten des Lagerkommandanten im KZ Buchenwald, Hans-Theodor Schmidt, und das für Schallermair. Seine Begründung:
Georg Schallermair war als Führer eines Rollkommandos direkt für die Gefangenen in Mühldorf, einem Nebenlager von Dachau, verantwortlich. Er selbst schlug viele Gefangene derart, dass sie an den Folgen starben. Von 300 Menschen, die im Herbst 1944 in das Lager gebracht wurden, waren nach vier Monaten nur 72 am Leben. Täglich besuchte er mit einem gefangenen Zahnarzt das Leichenhaus, um den Toten die Goldzähne auszubrechen. Es gibt keine Tatsachen oder Argumente, die in diesem Falle Gnade in irgendeiner Weise rechtfertigen könnten.
In der Frankfurter Allgemeinen Zeitung äußerte Thilo Bode am 2. Februar 1951, an der Bestätigung dieser beiden Todesurteile könnten „Zweifel nicht unterdrückt werden“. Schärfer ließ sich das Bundesministerium der Justiz vernehmen, das in diesen beiden Fällen „Fehlsprüche“ sah. Allerdings fand selbst der Heidelberger Juristenkreis, der vom Ministerium hinzugezogen wurde, für eine Intervention zugunsten von Schallermair keinen sachlichen Ansatzpunkt. Dennoch trug eine Delegation des Juristenkreises Handy nochmals „Bedenken“ vor, und dasselbe tat die Fachreferentin für die Zentrale Rechtsschutzstelle im Justizministerium, Margarethe Bitter. Der Justizminister Thomas Dehler wünschte jedoch noch mehr Druck und schrieb an den Bundespräsidenten Theodor Heuss, die Vollstreckung der Todesurteile gegen Schallermair und Schmidt würde „schweres, nicht wiedergutzumachendes Unrecht bedeuten“.
Freilich waren die Argumente, die Dehler mitlieferte, ziemlich schwächlich. Wenn auch im Konjunktiv, räumte er ein, was auch Schallermair selbst bereits gestanden hatte: „Es dürfte zutreffen, daß Schallermair … Häftlinge geschlagen hat.“ Dagegen lasse sich aus den Zeugenaussagen nicht „schlüssig der Nachweis führen“, dass dies die Ursache für den Tod der Misshandelten gewesen sei. Zudem hatte Rudolf Aschenauer, der Verteidiger Schallermairs, nachträglich drei jüdische Häftlinge aufgetrieben und Dehler mit deren Aussagen munitioniert. Laut Dehlers Brief sollen sie ausgesagt haben, „daß sie … sicher wissen, daß Schallermair keinen Häftling derart mißhandelt habe, daß er an den Folgen dieser Mißhandlungen gestorben ist.“ Tatsächlich schrieb Heuss am 23. Februar an Handy, er könne die Fälle zwar nicht im Detail beurteilen, aber die Aussagen „jüdischer Zeugen“ sollten doch beachtet werden. Zugleich finanzierte die Zentrale Rechtsschutzstelle im Justizministerium mit 50.000 DM juristische Versuche von Warren Magee in den USA, mit Habeas-Corpus-Anträgen und Gnadengesuchen die Vollstreckung aller verbliebenen Todesurteile zu verhindern.
Am 21. Mai versuchte es das Justizministerium nochmals, diesmal mit einem Besuch Margarethe Bitters und des Kabinettsreferenten des Vizekanzlers und FDP-Vorsitzenden Franz Blücher, Georg Vogel, bei Handy, die auch gleich einen Brief Blüchers mitbrachten. Es stellte sich jedoch heraus, dass EUCOM selbst die nachgeschobenen Zeugenaussagen bereits in die Prüfung einbezogen hatte, so dass die juristischen Einwände endgültig gegenstandslos waren. Bitters politisches Argument, die Vollstreckung der Todesurteile könne rechtsradikale Tendenzen in Deutschland begünstigen, wies Handy mit den Worten zurück: „Sie bewegen sich auf gefährlichem Boden.“
Weitere Habeas-Corpus-Anträge von Magee sorgten für nochmaligen Aufschub. Am 6. Juni wies der Oberste Gerichtshof der Vereinigten Staaten der USA die letzten Anträge endgültig zurück. Am 7. Juni 1951 wurde Schallermair zusammen mit Schmidt und den fünf Todeskandidaten, die in McCloys Zuständigkeitsbereich verblieben waren, nämlich Oswald Pohl, Erich Naumann, Paul Blobel, Werner Braune und Otto Ohlendorf, im Kriegsverbrechergefängnis Landsberg hingerichtet.